# Te Rahotaiepa (rivière)
La rivière Te Rahotaiepa  (en anglais : Te Rahotaiepa River) est un cours d’eau de la région de la  West Coast dans l’Île du Sud de la Nouvelle-Zélande.

## Géographie
Elle prend naissance vers le Nord du Lac Ianthe et s’écoule parallèlement à la côte de la Mer de Tasman dans l’angle d’un terrain humide sur plusieurs kilomètres pour se déverser dans l’embouchure du fleuve Waitaha.